# Фишер Боэль, Марианн
Эльсе Марианн Фишер Боэль (дат. Else Mariann Fischer Boel, урождённая Боэль; род. 15 апреля 1943, Осум, Оденсе) — датский политический и государственный деятель. Член партии «Венстре». Европейский комиссар по сельскому хозяйству (2004—2010). Министр продовольствия (2001—2004). Депутат фолькетинга (1990—2004).

## Биография
Родилась 15 апреля 1943 года, во время Второй мировой войны в деревне Осум на острове Фюн. Её родители: землевладелец Ханс Боэль (Hans Boel) и Вальборг Боэль Valborg Boel).
В 1963 году окончила школу.
В 1963—1964 годах изучала экономику и языки в Бельгии.
В 1965 году сдала высший экзамен по бизнесу (hojere handelseksamen).
В 1965—1967 годах работала исполнительным секретарём (direktionssekretær) в экспортной компании в Копенгагене. В 1967—1971 годах работала там же финансовым директором (Økonomichef).

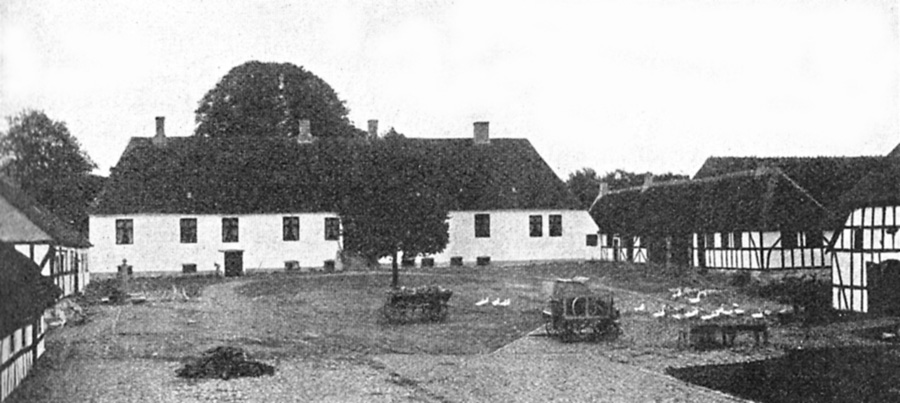
Усадьба Эстергор (Мункебо) в 1906 году

С 1969 года вместе с мужем управляла усадьбой Эстергор к западу от Кертеминне на острове Фюн, которую получила от отца. Позднее владельцем усадьбы стала её дочь Ханне (Hanne Fischer Boel). Усадьбу купил в 1923 году «сырный король» Мариус Боэль (Marius Boel; 1882—1979), создатель датского рокфора — данаблю (знаменитого голубого сыра с плесенью).
В 2010—2014 годах Марианн Фишер Боэль была членом совета директоров Фонда Rockwool.

## Политическая карьера
В 1982—1991 годах и в 1994—1997 годах была депутатом совета коммуны Мункебо, с 1986 по 1990 год — второй заместитель бургомистра (мэра).
С 1987 по 1989 год возглавляла отделение партии «Венстре» в Кертеминне.
По результатам парламентских выборов 12 декабря 1990 года впервые избрана депутатом фолькетинга вот партии «Венстре» в избирательном округе амта Фюн. Была председателем Комитета по сельскому и рыбному хозяйству (1994—1998), Комитета по вопросам бизнеса (1998—1999), Комитета по вопросам налогов (1999—2001). Ушла из фолькетинга 6 октября 2004 года в связи с назначением в европейскую комиссию. Её мандат получил Эрлинг Боннесен.
27 ноября 2001 года назначена министром продовольствия в коалиционном правительстве под руководством премьер-министра Андерса Фога Расмуссена. 2 августа 2004 года ушла в отставку в связи с назначением в европейскую комиссию.
В ночь с 10 на 11 марта 2003 года в её квартире в Копенгагене умер председатель фолькетинга Ивар Хансен.
В 2004—2010 годах была европейским комиссаром по сельскому хозяйству в первой комиссии под председательством Жозе Мануэл Баррозу.
В 2011 году правительством под руководством премьер-министра Ларса Лёкке Расмуссена назначена послом Министерства иностранных дел Дании по вопросам экспорта в России. Уволена в ноябре правительством под руководством премьер-министра Хелле Торнинг-Шмитт.